# پیتر کلاور
پیتر کلاور (اسپانیایی: Pedro Claver y Corberó‎؛ ۲۶ ژوئن ۱۵۸۱ – ۸ سپتامبر ۱۶۵۴) یک قدیس مسیحی اهل اسپانیا بود.